# Takin' It to the Streets
Takin' It to the Streets är ett musikalbum av The Doobie Brothers som utgavs 1976 på skivbolaget Warner Bros. Records. Albumet markerade en vändpunkt för gruppen då det var det första med Michael McDonald som ny medlem. Grundaren Tom Johnston kom däremot inte att medverka på så stor del av albumet, och lämnade strax därefter gruppen. Michael McDonald stod för albumets två hitsinglar, titelspåret och "It Keeps You Runnin' ".

## Låtlista
(upphovsman inom parentes)
1. "Wheels of Fortune" (Patrick Simmons, Jeff Baxter, John Hartman) - 4:54
2. "Takin' It to the Streets" (Michael McDonald) - 3:56
3. "8th Avenue Shuffle" (Simmons)	- 4:39
4. "Losin' End" (McDonald) - 3:39
5. "Rio" (Simmons, Baxter) - 3:49
6. "For Someone Special" (Tiran Porter) - 5:04
7. "It Keeps You Runnin' "	(McDonald) - 4:20
8. "Turn It Loose" (Tom Johnston) - 3:53
9. "Carry Me Away" (Simmons, Baxter, McDonald) - 4:09

## Listplaceringar
- Billboard 200, USA: #8[1]
- UK Albums Chart, Storbritannien: #42[2]
- Nederländerna: #11[3]